# Swanwick (Derbyshire)
Pour les articles homonymes, voir Swanwick.
Swanwick est une paroisse civile et un village du Derbyshire, en Angleterre.